# Isla de Lobos, Mexiko
Isla de Lobos är en ö i Mexiko. Den ligger i kommunen Tamiahua och delstaten Veracruz, i den sydöstra delen av landet. Arean är 0,36 kvadratkilometer. Ön är en populär turistdestination med anledning av dess vackra stränder.